# Iwona Woicka-Żuławska
Iwona Liliana Woicka-Żuławska (ur. 1972 w Krakowie) – polska urzędniczka państwowa i dyplomatka, od 2018 do 2023 ambasador RP w Norwegii.

## Życiorys
Ukończyła studia na Wydziale Nauk Ekonomicznych Uniwersytetu Warszawskiego. W 2008 obroniła doktorat w Kolegium Gospodarki Światowej Szkoły Głównej Handlowej.
W 1997 rozpoczęła pracę w Urzędzie Komitetu Integracji Europejskiej, zajmując się negocjacjami i procesem akcesji Polski do Unii Europejskiej w zakresie swobody świadczenia usług oraz społeczeństwa informacyjnego. Przeszła tam przez wszystkie stanowiska służby cywilnej do radcy ministra włącznie. Od 2010 pracowała w Departamencie Strategii i Planowania MSZ jako radca do spraw rynku wewnętrznego oraz globalnych procesów społeczno-gospodarczych. Od września 2010 do połowy 2014 kierowała wydziałem ekonomicznym ambasady RP w Londynie.
Po powrocie do kraju objęła stanowisko wicedyrektorki w Departamencie Współpracy Ekonomicznej, nadzorując kwestie energetyczne, związane ze współpracą Polski z międzynarodowymi organizacjami gospodarczymi oraz wsparcie na rynkach afrykańskich i Ameryki Łacińskiej. W 2016 została dyrektorką DWE. Aktywnie uczestniczyła w licznych konferencjach, seminariach i debatach w Polsce i za granicą. Postanowieniem Prezydenta RP Andrzeja Dudy z dnia 28 grudnia 2017 roku została mianowana ambasadorem nadzwyczajnym i pełnomocnym w Królestwie Norwegi. Urząd objęła 15 marca 2018 roku, składając listy uwierzytelniające na ręce Jego Królewskiej Mości króla Haralda V, i pełniła go do 31 października 2023. Od marca 2024 zastępczyni dyrektora Akademii Dyplomatycznej MSZ.
Mężatka. Zna języki: angielski, hiszpański, włoski, francuski.